# Tossal del Poc
El Tossal del Poc és una muntanya de 294 metres que es troba al municipi de Preixana, a la comarca catalana de l'Urgell.